# International Herald Tribune
L'Internacional Herald Tribune, també anomenat IHT o el Tribune, és un diari  americà de llengua anglesa la seu del qual està situada a França. Creat a París el 1887, és sobretot destinat als Americans expatriats. Es deia a l'inici el New York Herald Tribune i era l'edició internacional del New York Herald.

## Històric
Durant l'Ocupació, la publicació del New York Herald va ser suspesa i va ser reemplaçada pel diari germanòfon, el Pariser Zeitung.
En resposta a la detenció de l'edició novaiorquesa del New York Herald el 1966, l'edició internacional va ser represa pel Washington Post i el New York Times que el van rebatejar International Herald Tribune. Avui és imprès en 35 llocs i llegit a 180 països, és a dir, gairebé la totalitat dels països del món.
D'ençà l'any 2003, la New York Times Company és l'accionista única de l'Internacional Herald Tribune. El desembre de 2007, l'Internacional Herald Tribune llança un suplement gratuït per a l'edició del cap de setmana, El T que és consagrat al món del luxe. El 2013, The New York Times Company va anunciar que l'International Herald Tribune s'havia de rebatejar com a The International New York Times. Com el Times, el Tribune adopta sovint posicions liberals.